# Wao
Wao (Bayan ng Wao) är en kommun i Filippinerna. Kommunen ligger på ön Mindanao, och tillhör provinsen Lanao del Sur. Folkmängden uppgår till 35 517 invånare.

## Barangayer
Wao delas in i 26 barangayer.
| - Amoyong - Balatin - Banga - Buntongun - Bo-ot - Cebuano Group - Christian Village - Eastern Wao - Extension Poblacion - Gata - Kabatangan - Kadingilan - Katutungan (Pob.) | - Kili-kili East - Kili-kili West - Malaigang - Manila Group - Milaya - Mimbuaya - Muslim Village - Pagalongan - Panang - Park Area (Pob.) - Pilintangan - Serran Village - Western Wao (Pob.) |